# Selago bilacunosa
Selago bilacunosa är en flenörtsväxtart som beskrevs av O.M. Hilliard. Selago bilacunosa ingår i släktet Selago och familjen flenörtsväxter. Inga underarter finns listade i Catalogue of Life.